# Ucigaș fără simbrie
Ucigaș fără simbrie (franceză: Tueur sans gages) este o piesă de teatru absurd scrisă în limba franceză de Eugen Ionescu.  Piesa a fost compusă în anul 1958.  

## Personaje
- Bérenger
- Édouard
- Dany
- l'Architecte
- la concierge / la mère Pipe
- le premier sergent de ville
- le patron de bistro / l'épicier / le motocycliste / le second sergent de ville / une voix
- le premier vieillard / le vieux monsieur/ une voix
- le second vieillard / le facteur / une voix
- le clochard / l'homme ivre / une voix
- le tueur / une voix
- une voix